# Grégory Carraz
Grégory Carraz (ur. 9 kwietnia 1975 w Bourgoin-Jallieu) – francuski tenisista.

## Kariera tenisowa
Karierę zawodową Carraz rozpoczął w 1993 roku, a zakończył w 2007 roku.
W grze pojedynczej wygrywał wielokrotnie turnieje z serii ITF Men's Circuit. W imprezach z cyklu ATP Challenger Tour odniósł dwa zwycięstwa, oba w 2003 roku, najpierw w Bengaluru, a potem w Andorze.
W grze podwójnej Francuz osiągnął jeden finał kategorii ATP World Tour, w Newport podczas edycji z 2004 roku.
W rankingu gry pojedynczej Carraz najwyżej był na 54. miejscu (1 marca 2004), a w klasyfikacji gry podwójnej na 122. pozycji (13 września 2004).

### Finały w turniejach ATP World Tour
| Nazwa                         |
| ----------------------------- |
| Wielki Szlem                  |
| Igrzyska olimpijskie          |
| Tennis Masters Cup            |
| ATP Masters Series            |
| ATP International Series Gold |
| ATP International Series      |

#### Gra podwójna (0–1)
| Końcowy wynik | Nr | Data          | Turniej | Nawierzchnia | Partner       | Przeciwnicy            | Wynik finału     |
| ------------- | -- | ------------- | ------- | ------------ | ------------- | ---------------------- | ---------------- |
| Finalista     | 1. | 11 lipca 2004 | Newport | Trawiasta    | Nicolas Mahut | Jordan Kerr Jim Thomas | 3:6, 7:6(5), 3:6 |